# Симонов Юрій Іванович
Ю́рій Іва́нович Си́монов (народився 4 березня 1941, Саратов) — російський диригент, Народний артист РРФСР (1976), Народний артист СРСР (1981).
Народився в сім'ї оперних співаків і вже в дитинстві виявляв інтерес до диригування. Навчався в музичній школі по класу скрипки, у дванадцять років вперше став за пульт шкільного оркестру, продиригувавши 40-ю симфонією Моцарта. У 1956 у Симонов переїхав у Ленінград, де вступив до музичної школи при консерваторії, а по її закінченні — в консерваторію по класах альта Юрія Крамарова (закінчив у 1965) і диригування — Миколи Рабиновича (1968). У 1967—1969 керував оркестром Кисловодської філармонії. Після перемоги на міжнародному конкурсі диригентів Академії Святої Чечілії в Римі Симонов був запрошений працювати з Ленінградським філармонічним оркестром (під керівництвом Євгенія Мравінського), але пропрацював там лише близько року. У 1969 він дебютував у Великому театрі постановкою опери «Аїда», а вже через рік одержав місце головного диригента, на якому працював до 1985 року .
Симонов гастролював за кордоном — у Європі, Японії і США — як з оперної та балетної трупою (керував постановкою опери Прокоф'єва «Війна і мир» у Метрополітен-Опера в 1975 році), так і з Камерним оркестром Великого театру, заснованим ним в 1979. У тому ж році з ініціативи Симонова в репертуарі Великого театру вперше після тривалої перерви з'явилися опери Вагнера (зокрема, «Золото Рейну»). У 1982 Симонов дебютував у Лондоні з оперою Чайковського «Євгеній Онєгін» у театрі "Ковент-Гарден ", а чотири роки по тому там же диригував «Травіатою» Верді. Пішовши з посади головного диригента Великого театру, Симонов кілька років керував Малим симфонічним оркестром Московської філармонії і Малим державним симфонічним оркестром. Після розпаду СРСР він продовжив активно працювати в Росії і за кордоном, виступаючи з провідними світовими оркестрами та оперними театрами: у 1991 році став головним запрошеним диригентом Філармонічного оркестру Буенос-Айреса, в 1993 керував постановкою «Пікової дами» у театрі «Опера Бастилія», з 1994 по 2002 обіймав посаду музичного керівника Національного оркестру Бельгії, а в 1995—1998 з успіхом диригував у Будапештській опері «Кільцем Нібелунга» Вагнера. Протягом багатьох років Симонов керує симфонічним оркестром Московської філармонії, з 1975 по 1991 викладав в Московської консерваторії (з 1985 — професор). Нагороджений орденом Пошани (2001) та орденом «За заслуги перед Вітчизною» IV ступеня (2011).
У репертуарі Симонова — російські та зарубіжні класичні твори, а також музика радянських композиторів XX століття. Під його управлінням відбулася прем'єра балету Родіона Щедріна «Анна Кареніна» (1972) і перша після довгої перерви постановка балету Дмитра Шостаковича «Золотий вік» та інших творів.